# Homme Castle
Homme Castle är ett slott i Storbritannien.   Det ligger i grevskapet Worcestershire och riksdelen England, i den södra delen av landet, 170 km nordväst om huvudstaden London. Homme Castle ligger 46 meter över havet.
Terrängen runt Homme Castle är huvudsakligen platt, men åt nordväst är den kuperad. Homme Castle ligger nere i en dal. Runt Homme Castle är det ganska tätbefolkat, med 93 invånare per kvadratkilometer. Närmaste större samhälle är Worcester, 13,7 km sydost om Homme Castle. Trakten runt Homme Castle består till största delen av jordbruksmark.